# 中川義雄
中川 義雄（なかがわ よしお、1938年〈昭和13年〉3月14日 - ）は、日本の政治家。 参議院議員（2期）、北海道議会議員（5期）、北海道議会議長（第20代）、法務大臣政務官、内閣府副大臣、たちあがれ日本参議院幹事長（初代）、日本会議北海道本部会長などを歴任した。

## 経歴

### 生い立ち
北海道広尾郡広尾町に中川文蔵・セイの子として生まれた。1957年（昭和32年）、北海道帯広三条高等学校卒業。1960年（昭和35年）、神奈川大学工学部を中退し広尾町役場に就職する。1962年（昭和37年）、北海道庁に転職する。

### 道政
1978年（昭和53年）退職後、1979年（昭和54年）に北海道議会議員選挙に出馬し、初当選する。以後5期連続務める。1995年（平成7年）には北海道議会議長に就任し、2年2か月にわたって務めた。

### 国政
1998年（平成10年）、第18回参議院議員通常選挙に自民党より出馬し、初当選する（北海道選挙区）。2004年（平成16年）、第20回参議院議員通常選挙で公判中の鈴木宗男を破り再選する。
2005年（平成17年）8月8日の郵政民営化法案の参議院本会議採決では反対票を投じたが、衆議院総選挙を受けた第162特別国会で再提出された郵政民営化関連6法案については、2005年（平成17年）10月14日の参議院本会議において賛成票を投ずる。前回投票で反対票を投じたことにより、党執行部より党員資格停止1年の処分を受けた（郵政国会）。
2007年（平成19年）8月の安倍改造内閣では、内閣府副大臣（科学技術、規制改革、宇宙開発、国民生活、男女共同参画、少子化対策、IT政策、クールジャパン戦略等担当）として就任し、次の福田内閣でも内閣府副大臣として再任した。
自民党道連の地方政治学校・HOKKAIDO政治塾塾長を務めており、2010年（平成22年）2月には講演を行っていた。しかし、同年4月に自民党を離党、実兄・一郎の秘書だった平沼赳夫が発足させた新党のたちあがれ日本に参加し、党参議院幹事長に就任した。同年7月、第22回参議院議員通常選挙にたちあがれ日本公認で比例区より出馬し、3選を目指すも落選した。

## 政策
- 選択的夫婦別姓制度の導入に反対[8][9]。

## 報道
- 日本共産党の機関紙『しんぶん赤旗』に、2000年から2004年にかけて、中川が代表を務める自民党北海道参議院選挙区第二支部へ、札幌市も出資する公益企業の北海道ガス（札幌市中央区）とその関連企業から60万円の献金があったと報じられた[10]。

## 家族・親族

### 中川家
（富山県西礪波郡福光町（現南砺市）、北海道広尾郡広尾町、東京都）
- 父・文蔵（農業、雑貨商兼家畜商、政治家・広尾町会議員）
富山県西砺波郡福光町（現南砺市）の出身。1978年（昭和53年）没[11]。あだ名は“拙者（せっしゃ）文蔵”。“拙者文蔵”というのは文蔵が改まった時に使う一人称である。つまり文蔵は「拙者文蔵…」と切り出すような明治の古いタイプの人間であった[12]。
- 母・セイ（山形県出身）
- 長男・賢一（札幌市議会議員）
- 兄
一郎（政治家・農林水産大臣や科学技術庁長官を歴任）
1925年（大正14年）3月生 - 1983年（昭和58年）1月没
正男（雑貨商、政治家・広尾町会議員）
- 甥・昭一（政治家・財務大臣や自民党政調会長を歴任）
1953年（昭和28年）7月生 - 2009年（平成21年）10月没

## 所属していた団体・議員連盟
- 北朝鮮に拉致された日本人を早期に救出するために行動する議員連盟
- 神道政治連盟国会議員懇談会
- 日本会議国会議員懇談会
- 日本の領土を守るため行動する議員連盟
- みんなで靖国神社に参拝する国会議員の会
- 正しい日本を創る会
- 天然記念物北海道犬協会（名誉会長・現会長は長男中川賢一札幌市議会議員）